# Electroscopi

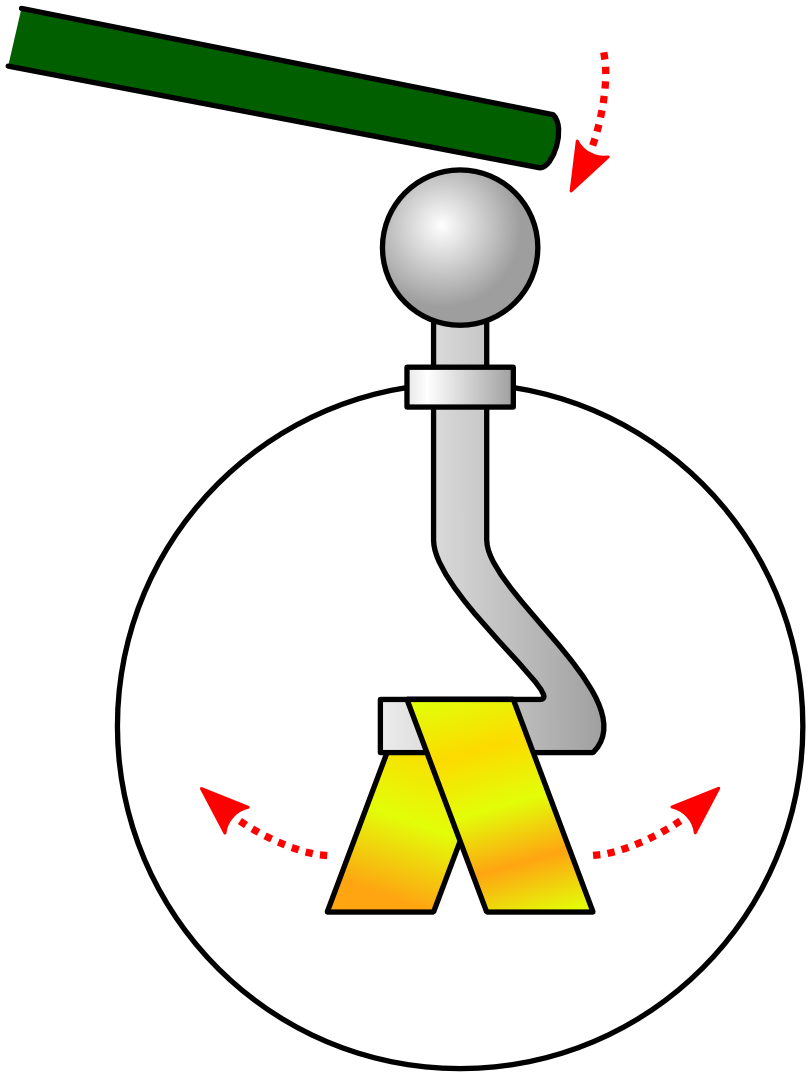
Un electroscopi de làmines d'or

Un electroscopi és un instrument que permet determinar la presència de càrregues elèctriques i el seu signe.
Un electroscopi senzill consisteix en una vareta metàl·lica vertical que té una boleta a la part superior i a l'extrem oposat dues làmines d'or molt primes. La vareta és suspesa a la part superior d'una caixa de vidre transparent amb una armadura de metall en contacte amb el terra. En apropar un objecte electritzat a l'esfera, la vareta s'electrifica i les làmines carregades amb el mateix signe que l'objecte es repelen, sent la seva divergència una mesura de la quantitat de càrrega que han rebut. La força de repulsió electroestàtica s'equilibra amb el pes de les fulles. Si l'objecte s'allunya de l'esfera, les làmines, en perdre la polarització, tornen a la seva posició normal.
Quan un electroscopi es carrega amb un signe conegut, es pot determinar el tipus de càrrega elèctrica d'un objecte aproximant-lo a l'esfera. Si les làmines se separen significa que l'objecte està carregat amb el mateix tipus de càrrega que l'electroscopi. En cas contrari, si se ajunten, l'objecte i l'electroscopi tenen càrregues de signes oposats.
Un electroscopi carregat perd gradualment la seva càrrega degut a la conductivitat elèctrica de l'aire produïda pel seu contingut en ions. Per això la velocitat amb la que es carrega un electroscopi en presència d'un camp elèctric o es descarrega pot ser utilitzada per mesurar la densitat de ions en l'aire ambient. Per aquest motiu, l'electroscopi es pot utilitzar per mesurar la radiació de fons deguda a la presència de materials radioactius.
El primer electroscopi va ser creat pel metge anglès William Gilbert per realitzar els seus experiments amb càrregues electroestàtiques. Actualment aquest instrument no és més que una curiositat de museu, donant lloc a millors instruments electrònics.